# Список космических запусков СССР в 1973 году
Список космических запусков СССР в 1973 году
| Дата        | Ракета-носитель | Полезная нагрузка (тип)                 | Космодром / Стартовый комплекс | SCD/NSSDC ID                          | Результат |
| ----------- | --------------- | --------------------------------------- | ------------------------------ | ------------------------------------- | --------- |
| 8 января    | Протон-К/Блок Д | Луна-21                                 | Байконур 81/23                 | 06333 / 1973-001A                     | Успех     |
| 11 января   | Восход          | Космос-543 (Зенит-4М)                   | Байконур Пл. 31                | 06339 / 1973-002A                     | Успех     |
| 20 января   | Космос-3М       | Космос-544 (Целина-О)                   | Плесецк 132/1                  | 06343 / 1973-003A                     | Успех     |
| 24 января   | Космос-2        | Космос-545 (ДС-П1-Ю № 62)               | Плесецк 133/1                  | 06348 / 1973-004A                     | Успех     |
| 26 января   | Космос-3М       | Космос-546 (Циклон)                     | Капустин Яр 107/1              | 06350 / 1973-005A                     | Успех     |
| 1 февраля   | Восход          | Космос-547 (Зенит-2М)                   | Байконур Пл. 31                | 06353 / 1973-006A                     | Успех     |
| 3 февраля   | Молния-М        | Молния-1-23 (Молния-1+)                 | Байконур Пл. 1                 | 06356 / 1973-007A                     | Успех     |
| 8 февраля   | Восход          | Космос-548 (Зенит-4М)                   | Плесецк 43/4                   | 06359 / 1973-008A                     | Успех     |
| 15 февраля  | Молния-М        | Прогноз (СО-М)                          | Байконур Пл. 31                | 06364 / 1973-009A                     | Успех     |
| 28 февраля  | Космос-3М       | Космос-549 (Целина-О)                   | Плесецк 132/1                  | 06373 / 1973-010A                     | Успех     |
| 1 марта     | Восход          | Космос-550 (Зенит-4МК)                  | Плесецк 41/1                   | 06376 / 1973-011A                     | Успех     |
| 6 марта     | Восход          | Космос-551 (Зенит-4М)                   | Байконур Пл. 31                | 06378 / 1973-012A                     | Успех     |
| 20 марта    | Восток-2М       | Метеор- 1-14 (Метеор-МВ)                | Плесецк 41/1                   | 06392 / 1973-015A                     | Успех     |
| 22 марта    | Восход          | Космос-552 (Зенит-2М)                   | Плесецк 43/3                   | 06394 / 1973-016A                     | Успех     |
| 3 апреля    | Протон-К        | Салют-2 (Алмаз)                         | Байконур 81/23                 | 06398 / 1973-017A                     | Успех     |
| 5 апреля    | Молния-М        | Молния-2-5 (Молния-2)                   | Плесецк 41/1                   | 06418 / 1973-018A                     | Успех     |
| 12 апреля   | Космос-2        | Космос-553 (ДС-П1-Ю № 55)               | Плесецк 133/1                  | 06427 / 1973-020A                     | Успех     |
| 19 апреля   | Восход          | Космос-554 (Зенит-4МК)                  | Плесецк 43/4                   | 06432 / 1973-021A                     | Успех     |
| 19 апреля   | Космос-2        | Интеркосмос-Коперник-500 (ДС-У1-ИК № 3) | Капустин Яр 86/4               | 06433 / 1973-022A                     | Успех     |
| 25 апреля   | Восход          | Космос-555 (Зенит-2М)                   | Плесецк 43/4                   | 06440 / 1973-024A                     | Успех     |
| 25 апреля   | Циклон-2        | УС-А                                    | Байконур 90                    |                                       | Неудача   |
| 5 мая       | Восход          | Космос-556 (Зенит-4МК)                  | Плесецк 41/1                   | 06446 / 1973-025A                     | Успех     |
| 11 мая      | Протон-К        | Космос-557 (ДОС)                        | Байконур 81/23                 | 06498 / 1973-026A                     | Успех     |
| 17 мая      | Космос-2        | Космос-558 (ДС-П1-Ю № 65)               | Плесецк 133/1                  | 06645 / 1973-029A                     | Успех     |
| 18 мая      | Союз-У          | Космос-559 (Зенит-4МК)                  | Плесецк 43/3                   | 06647 / 1973-030A                     | Успех     |
| 23 мая      | Восход          | Космос-560 (Зенит-4М)                   | Плесецк 43/4                   | 06652 / 1973-031A                     | Успех     |
| 25 мая      | Космос-3М       | Залив                                   | Плесецк 132/1                  |                                       | Неудача   |
| 25 мая      | Восход          | Космос-561 (Зенит-2М)                   | Плесецк 43/4                   | 06657 / 1973-033A                     | Успех     |
| 29 мая      | Восток-2М       | Метеор-1-15 (Метеор-МВ)                 | Плесецк 41/1                   | 06659 / 1973-034A                     | Успех     |
| 5 июня      | Космос-2        | Космос-562 (ДС-П1-Ю № 66)               | Плесецк 133/1                  | 06665 / 1973-035A                     | Успех     |
| 6 июня      | Восход          | Космос-563 (Зенит-4М)                   | Плесецк 43/4                   | 06667 / 1973-036A                     | Успех     |
| 8 июня      | Космос-3М       | Космос-564 — Космос-571 (Стрела-1М)     | Плесецк 132/1                  | 06675 / 1973-037A — 06682 / 1973-037H | Успех     |
| 10 июня     | Восход          | Космос-572 (Зенит-4М)                   | Байконур Пл. 1                 | 06684 / 1973-038A                     | Успех     |
| 15 июня     | Союз            | Космос-573 (Союз 7К-Т)                  | Байконур Пл. 1                 | 06694 / 1973-041A                     | Успех     |
| 20 июня     | Космос-3М       | Космос-574 (Залив)                      | Плесецк 132/1                  | 06707 / 1973-042A                     | Успех     |
| 21 июня     | Восход          | Космос-575 (Зенит-2М)                   | Плесецк 43/4                   | 06709 / 1973-043A                     | Успех     |
| 27 июня     | Союз-М          | Космос-576 (Орион)                      | Плесецк 41/1                   | 06713 / 1973-044A                     | Успех     |
| 4 июля      | Восход          | Зенит-4М                                | Плесецк 43/3                   |                                       | Неудача   |
| 11 июля     | Молния-М        | Молния-2-6 (Молния-2)                   | Плесецк 41/1                   | 06722 / 1973-045A                     | Успех     |
| 21 июля     | Протон-К/Блок Д | Марс-4                                  | Байконур 81/23                 | 06742 / 1973-047A                     | Успех     |
| 25 июля     | Восход          | Космос-577 (Зенит-4М)                   | Плесецк 43/4                   | 06745 / 1973-048A                     | Успех     |
| 25 июля     | Протон-К/Блок Д | Марс-5                                  | Байконур 81/24                 | 06754 / 1973-049A                     | Успех     |
| 1 августа   | Восход          | Космос-578 (Зенит-2М)                   | Плесецк 43/4                   | 06759 / 1973-051A                     | Успех     |
| 5 августа   | Протон-К/Блок Д | Марс-6                                  | Байконур 81/23                 | 06768 / 1973-052A                     | Успех     |
| 9 августа   | Протон-К/Блок Д | Марс-7                                  | Байконур 81/24                 | 06776 / 1973-053A                     | Успех     |
| 21 августа  | Восход          | Космос-579 (Зенит-4М)                   | Плесецк 41/1                   | 06789 / 1973-055A                     | Успех     |
| 22 августа  | Космос-2        | Космос-580 (ДС-П1-Ю № 59)               | Плесецк 133/1                  | 06793 / 1973-057A                     | Успех     |
| 24 августа  | Восход          | Космос-581 (Зенит-4М)                   | Байконур Пл. 1                 | 06798 / 1973-059A                     | Успех     |
| 28 августа  | Космос-3М       | Космос-582 (Целина-О)                   | Плесецк 132/2                  | 06802 / 1973-060A                     | Успех     |
| 30 августа  | Молния-М        | Молния-1-24 (Молния-1+)                 | Плесецк 41/1                   | 06805 / 1973-061A                     | Успех     |
| 30 августа  | Восход          | Космос-583 (Зенит-2М)                   | Байконур Пл. 1                 | 06809 / 1973-062A                     | Успех     |
| 6 сентября  | Восход          | Космос-584 (Зенит-4М)                   | Плесецк 41/1                   | 06818 / 1973-063A                     | Успех     |
| 8 сентября  | Космос-3М       | Космос-585 (Сфера)                      | Плесецк 132/2                  | 06825 / 1973-064A                     | Успех     |
| 14 сентября | Космос-3М       | Космос-586 (Залив)                      | Плесецк 132/2                  | 06828 / 1973-065A                     | Успех     |
| 21 сентября | Союз-У          | Космос-587 (Зенит-4МК)                  | Плесецк 43/3                   | 06832 / 1973-066A                     | Успех     |
| 27 сентября | Союз            | Союз-12                                 | Байконур Пл. 1                 | 06836 / 1973-067A                     | Успех     |
| 2 октября   | Космос-3М       | Космос-588 — Космос-595 (Стрела-1М)     | Плесецк 132/2                  | 06845 / 1973-069A — 06852 / 1973-069H | Успех     |
| 3 октября   | Восход          | Космос-596 (Зенит-2М)                   | Плесецк 41/1                   | 06856 / 1973-070A                     | Успех     |
| 6 октября   | Восход          | Космос-597 (Зенит-4МК)                  | Плесецк 41/1                   | 06858 / 1973-071A                     | Успех     |
| 10 октября  | Восход          | Космос-598 (Зенит-4М)                   | Плесецк 41/1                   | 06862 / 1973-072A                     | Успех     |
| 15 октября  | Восход          | Космос-599 (Зенит-2М)                   | Байконур Пл. 1                 | 06867 / 1973-073A                     | Успех     |
| 16 октября  | Восход          | Космос-600 (Зенит-4М)                   | Плесецк 43/4                   | 06873 / 1973-074A                     | Успех     |
| 16 октября  | Космос-2        | Космос-601 (ДС-П1-Ю № 60)               | Плесецк 133/1                  | 06875 / 1973-075A                     | Успех     |
| 19 октября  | Молния-М        | Молния-2-7 (Молния-2)                   | Плесецк 41/1                   | 06877 / 1973-076A                     | Успех     |
| 20 октября  | Восход          | Космос-602 (Зенит-4МК)                  | Плесецк 43/4                   | 06885 / 1973-077A                     | Успех     |
| 27 октября  | Восход          | Космос-603 (Зенит-4М)                   | Плесецк 41/1                   | 06900 / 1973-079A                     | Успех     |
| 29 октября  | Восток-2М       | Космос-604 (Целина-Д)                   | Плесецк 43/4                   | 06907 / 1973-080A                     | Успех     |
| 30 октября  | Космос-3М       | Интеркосмос-10 (ДС-У2-ИК № 3)           | Плесецк 132/2                  | 06911 / 1973-082A                     | Успех     |
| 31 октября  | Союз-У          | Космос-605 (Бион)                       | Плесецк 43/3                   | 06913 / 1973-083A                     | Успех     |
| 2 ноября    | Молния-М        | Космос-606 (Око)                        | Плесецк 41/1                   | 06916 / 1973-084A                     | Успех     |
| 10 ноября   | Восход          | Космос-607 (Зенит-4МК)                  | Плесецк 43/4                   | 06926 / 1973-087A                     | Успех     |
| 14 ноября   | Молния-М        | Молния-1-25 (Молния-1+)                 | Байконур Пл. 1                 | 06932 / 1973-089A                     | Успех     |
| 20 ноября   | Космос-2        | Космос-608 (ДС-П1-Ю № 69)               | Плесецк 133/1                  | 06941 / 1973-091A                     | Успех     |
| 21 ноября   | Восход          | Космос-609 (Зенит-4М)                   | Байконур Пл. 1                 | 06943 / 1973-092A                     | Успех     |
| 27 ноября   | Космос-3М       | Космос-610 (Целина-О)                   | Плесецк 132/2                  | 06950 / 1973-093A                     | Успех     |
| 28 ноября   | Космос-2        | Космос-611 (ДС-П1-Ю № 64)               | Плесецк 133/1                  | 06952 / 1973-094A                     | Успех     |
| 28 ноября   | Восход          | Космос-612 (Зенит-4МК)                  | Плесецк 43/4                   | 06953 / 1973-095A                     | Успех     |
| 30 ноября   | Союз            | Космос-613 (Союз 7К-Т)                  | Байконур Пл. 1                 | 06957 / 1973-096A                     | Успех     |
| 30 ноября   | Молния-М        | Молния-1-26 (Молния-1+)                 | Плесецк 41/1                   | 06958 / 1973-097A                     | Успех     |
| 4 декабря   | Космос-3М       | Космос-614 (Стрела-2)                   | Плесецк 132/2                  | 06965 / 1973-098A                     | Успех     |
| 13 декабря  | Космос-2        | Космос-615 (ДС-П1-И № 13)               | Плесецк 133/1                  | 06971 / 1973-099A                     | Успех     |
| 17 декабря  | Союз-М          | Космос-616 (Орион)                      | Плесецк 41/1                   | 06979 / 1973-102A                     | Успех     |
| 18 декабря  | Союз            | Союз-13                                 | Байконур Пл. 1                 | 06982 / 1973-103A                     | Успех     |
| 19 декабря  | Космос-3М       | Космос-617 — Космос-624 (Стрела-1М)     | Плесецк 132/2                  | 06985 / 1973-104A — 06992 / 1973-104H | Успех     |
| 21 декабря  | Восход          | Космос-625 (Зенит-4МК)                  | Плесецк 43/4                   | 06995 / 1973-105A                     | Успех     |
| 25 декабря  | Молния-М        | Молния-2-8 (Молния-2)                   | Плесецк 41/1                   | 07000 / 1973-106A                     | Успех     |
| 26 декабря  | Космос-3М       | Aureole-2 (ДС-У2-ГКА № 2)               | Плесецк 132/2                  | 07003 / 1973-107A                     | Успех     |
| 27 декабря  | Циклон-2        | Космос-626 (УС-А)                       | Байконур 90/19                 | 07005 / 1973-108A                     | Успех     |
| 29 декабря  | Космос-3М       | Космос-627 (Залив)                      | Плесецк 132/2                  | 07008 / 1973-109A                     | Успех     |

## Статистика
Количество запусков: 89
Успешных запусков: 86
| Ракета-носитель | Число стартов | Неудачи | Примечания |
| --------------- | ------------- | ------- | ---------- |
| Протон          | 7             | 0       |            |
| Восход          | 32            | 1       |            |
| Космос-2        | 10            | 0       |            |
| Космос-3М       | 16            | 1       |            |
| Молния-М        | 10            | 0       |            |
| Восток-2М       | 3             | 0       |            |
| Союз            | 4             | 0       |            |
| Союз-У          | 3             | 0       |            |
| Союз-М          | 2             | 0       |            |
| Циклон          | 2             | 1       |            |

| Космодром   | Число стартов | Неудачи | Примечания |
| ----------- | ------------- | ------- | ---------- |
| Байконур    | 24            | 1       |            |
| Плесецк     | 63            | 2       |            |
| Капустин Яр | 2             | 0       |            |

## Прочие события
| Дата        | Событие |
| ----------- | --- |
| 9 января    | Проведена коррекция траектории полета советской автоматической межпланетной станции «Луна-21». |
| 12 января   | Советская автоматическая межпланетная станция «Луна-21» выведена на орбиту вокруг Луны. Параметры орбиты составляют: наклонение орбиты к плоскости лунного экватора — 60 град.; период обращения — 118 мин.; минимальное расстояние от поверхности Луны — 90 км; максимальное расстояние от поверхности Луны — 110 км. |
| 15 января   | 22:35 советская автоматическая межпланетная станция «Луна-21» совершила мягкую посадку на поверхность Луны на восточной окраине Моря Ясности, внутри кратера Лемонье в точке с координатами 25 градусов 51 минута северной широты и 30 градусов 27 минут восточной долготы. На поверхность Луны доставлен автоматический самоходный аппарат «Луноход-2». |
| 16 января   | В 01:14 автоматический самоходный аппарат «Луноход-2» по трапу сошел на поверхность Луны и приступил к выполнению программы научно-технических исследований и экспериментов. |
| 24 января   | На Луне в районе работы автоматического самоходного аппарата «Луноход-2» наступила лунная ночь. В период лунной ночи аппарат будет находиться в стационарном состоянии. За первый лунный день аппарат исследовал район посадки, а затем удалился от посадочной ступени на 1050 метров в юго-восточном направлении. |
| 8 февраля   | После окончания лунной ночи автоматический самоходный аппарат «Луноход-2» вновь приведен в рабочее состояние. |
| 9 февраля   | Автоматический самоходный аппарат «Луноход-2» обследовал район, в котором он находился в стационарном состоянии в период лунной ночи. Был обследован сравнительно «молодой» кратер диаметром около 13 метров. Изучались физико- механические свойства и химический состав лунного грунта. |
| 10 февраля  | Автоматический самоходный аппарат «Луноход-2» продолжил своё движение в юго-восточном направлении к материковому горному массиву Тавр. |
| 11 февраля  | Автоматический самоходный аппарат «Луноход-2» продолжил движение в направлении материкового горного массива Тавр. В ходе движения проводились научные измерения, выполнялась панорамная съемка окружающей местности, проверялись ходовые качества лунохода. |
| 18 февраля  | Автоматический самоходный аппарат «Луноход-2» в процессе своего движения в сторону массива Тавр приблизился к кратеру диаметром около 2 метров. |
| 19 февраля  | Автоматический самоходный аппарат «Луноход-2» обошел небольшой кратер по внешнему склону его вала с юго-западной стороны. При этом были выполнены детальный химический анализ грунта, измерения намагниченности пород, а также панорамная съемка склонов кратера и прибрежных районов залива Лемонье. |
| 22 февраля  | На Луне в районе работы автоматического самоходного аппарата «Луноход-2» наступила лунная ночь. В период лунной ночи аппарат будет находиться в стационарном состоянии. За второй лунный день аппарат прошел расстояние 10 километров 17 метров. |
| 9 марта     | После окончания лунной ночи автоматический самоходный аппарат «Луноход-2» приведен в рабочее состояние и начал исследования в южной части кратера Лемонье. |
| 23 марта    | На Луне в районе работы автоматического самоходного аппарата «Луноход-2» наступила лунная ночь. В течение лунной ночи аппарат будет находиться в стационарном состоянии. В третий лунный день аппарат проводил исследования в южной части кратера Лемонье. Трасса, по которой аппарат при этом двигался, начиналась на материке, пересекала предматериковый холмистый район, проходила вдоль южного побережья кратера и закончилась в 2,5 километрах от крупного тектонического разлома, находящегося в восточной части кратера Лемонье. За третий лунный день аппарат преодолел 16 километров 533 метра. |
| 5 апреля    | В связи с невозможностью эксплуатации орбитальной станции «Салют-2» отменены все запланированные полеты на борт станции. |
| 10 апреля   | После окончания лунной ночи автоматический самоходный аппарат «Луноход-2» приведен в рабочее положение и начал движение. |
| 15 апреля   | Произошла внезапная разгерметизация отсеков орбитальной станции «Салют-2». |
| 18 апреля   | В Москве состоялось торжественное собрание, посвящённое Дню космонавтики. |
| 22 апреля   | На Луне в районе работы автоматического самоходного аппарата «Луноход-2» наступила лунная ночь. В период лунной ночи аппарат будет находиться в стационарном состоянии. Четвертый лунный день работы аппарата был целиком посвящён изучению тектонического разлома, названного Бороздой Прямой. Протяженность борозды 15 — 16 километров. Приблизившись в начале лунного дня к разлому, аппарат перемещался на юг вдоль его «западного берега», а затем вышел на восточный склон и двинулся по нему в северном направлении. За четвертый лунный день аппарат преодолел 8 километров 600 метров.           |
| 25 апреля   | Космодром Байконур, стартовый комплекс 90. Пуск ракеты- носителя «Циклон-2», которая должна была вывести на околоземную орбиту КА радиолокационного наблюдения за акваторией мирового океана типа «УС-А», оборудованный ядерной энергетической установкой. На участке выведения РН потерпела аварию. Спутник упал на поверхность Земли. При падении корпус реактора выдержал удар и радиоактивного заражения местности не произошло. |
| 26 апреля   | Принята в эксплуатацию самая северная в Советском Союзе телевизионная наземная приемная станция системы космического телевидения «Орбита». |
| 28 апреля   | Президиум Верховного Совета СССР принял указ о присвоении звания Героя Советского Союза летчику-испытателю Григорию Яковлевичу Бахчиванджи. |
| 8 мая       | После окончания лунной ночи предприняты попытки приведения автоматического самоходного аппарата «Луноход-2» в рабочее состояние. Телеметрическая информация показала, что бортовые системы аппарата плохо перенесли условия лунной ночи и в большинстве своем не функционируют. |
| 20 мая      | Прекращены работы с использованием автоматического самоходного аппарата «Луноход-2». |
| 25 мая      | Опубликовано сообщение об утверждении экипажей советских космических кораблей для совместного полета советского космического корабля «Союз» и американского корабля «Apollo». В первый экипаж назначены Алексей Архипович Леонов и Валерий Николаевич Кубасов. Во второй — Анатолий Васильевич Филипченко и Николай Рукавишников. В третий — Владимир Александрович Джанибеков и Борис Дмитриевич Андреев. В четвертый — Юрий Викторович Романенко и Александр Сергеевич Иванченков. |
| 4 июня      | Опубликовано сообщение ТАСС о выполнении программы автоматического самоходного аппарата «Луноход-2». |
| 26 июня     | 01:22. Космодром Плесецк, стартовый комплекс 132. При сливе топлива из ракеты-носителя «Космос 11К65М» после отмененного пуска, произошел взрыв и пожар, уничтожившие боевой расчет, РН и КА. В результате катастрофы погибли 9 человек. РН должна была вывести на околоземную орбиту разведывательный спутник типа «Целина-О». |
| 14 сентября | В Калуге открылись Восьмые научные чтения, посвящённые разработке научного наследия и развитию идей К. Э. Циолковского. |
| 28 сентября | Президиум Верховного Совета СССР ратифицировал конвенцию о международной ответственности за ущерб, причиненный космическими объектами, подписанную от имени СССР в Москве, Вашингтоне и Лондоне 29.03.1972. |
| 29 сентября | В 11:34. В 400 километрах юго-западнее города Караганда совершил посадку спускаемый аппарат космического корабля «Союз-12». На Землю возвратились космонавты Василий Григорьевич Лазарев и Олег Григорьевич Макаров. Продолжительность полета составила 1 день 23 часа 15 минут 32 секунд. Полет был прерван досрочно из-за неполадок на борту корабля. |
| 2 октября   | Президиум Верховного Совета СССР принял указы о присвоении звания Героя Советского Союза летчикам-космонавтам Василию Григорьевичу Лазареву и Олегу Григорьевичу Макарову. Президиум Верховного Совета СССР принял указы о присвоении звания «Летчик- космонавт СССР» Василию Григорьевичу Лазареву и Олегу Григорьевичу Макарову. |
| 8 октября   | Скончался советский конструктор в области ракетно-космической техники Юрий Александрович ПОБЕДОНОСЦЕВ. |
| 22 ноября   | На территории СССР в точке с координатами 53 градуса 29 минут северной широты и 65 градусов 27 минут восточной долготы совершил посадку спускаемый аппарат биологического спутника «Космос-605». На Землю для дальнейших исследований доставлены биологические образцы, находившиеся на борту спутника. |
| 26 декабря  | 08:50. В 200 километрах юго-западнее города Караганда совершил посадку спускаемый аппарат космического корабля «Союз-13». На Землю возвратились космонавты Петр Ильич Климук и Валентин Витальевич Лебедев. Продолжительность пребывания космонавтов в космосе составила 7 суток 20 часов 55 минут 35 секунд. |
| 28 декабря  | Президиум Верховного Совета СССР принял указы о присвоении звания Героя Советского Союза летчикам-космонавтам Петру Ильичу Климуку и Валентину Витальевичу Лебедеву. |